# Jocelyne Lamoureux
Jocelyne Nicole Lamoureux, verh. Lamoureux-Davidson, (* 3. Juli 1989 in Grand Forks, North Dakota) ist eine ehemalige US-amerikanische Eishockeyspielerin und -trainerin. Mit der Frauen-Eishockeynationalmannschaft der Vereinigten Staaten gewann sie drei Olympische und sechs Weltmeisterschaftsmedaillen. Zwischen 2008 und 2013 spielte sie insgesamt vier Jahre für die University of Minnesota und University of North Dakota in der Western Collegiate Hockey Association. Seit 2022 ist sie Mitglied der United States Hockey Hall of Fame.

## Karriere
Jocelyne Lamoureux und ihre Zwillingsschwester Monique gehörten zu den herausragendsten Nachwuchsspielerinnen North Dakotas und wurden regelmäßig in die Landesauswahl berufen. Sie spielten zusammen für die Peewee A Mannschaft (Wheat Kings) und gewannen als Zwölfjährige die Landesmeisterschaft ihrer Altersklasse. Anschließend erhielten sie ein Stipendium an der Shattuck-St. Mary’s School in Minnesota, dieselbe Schule, die Sidney Crosby besucht hatte. Mit Shattuck-St. Mary’s gewannen die Lamoureux-Schwestern die U19-Staatsmeistertitel 2005, 2006 und 2007 und gehörten immer zu den produktivsten Spielern ihres Teams.

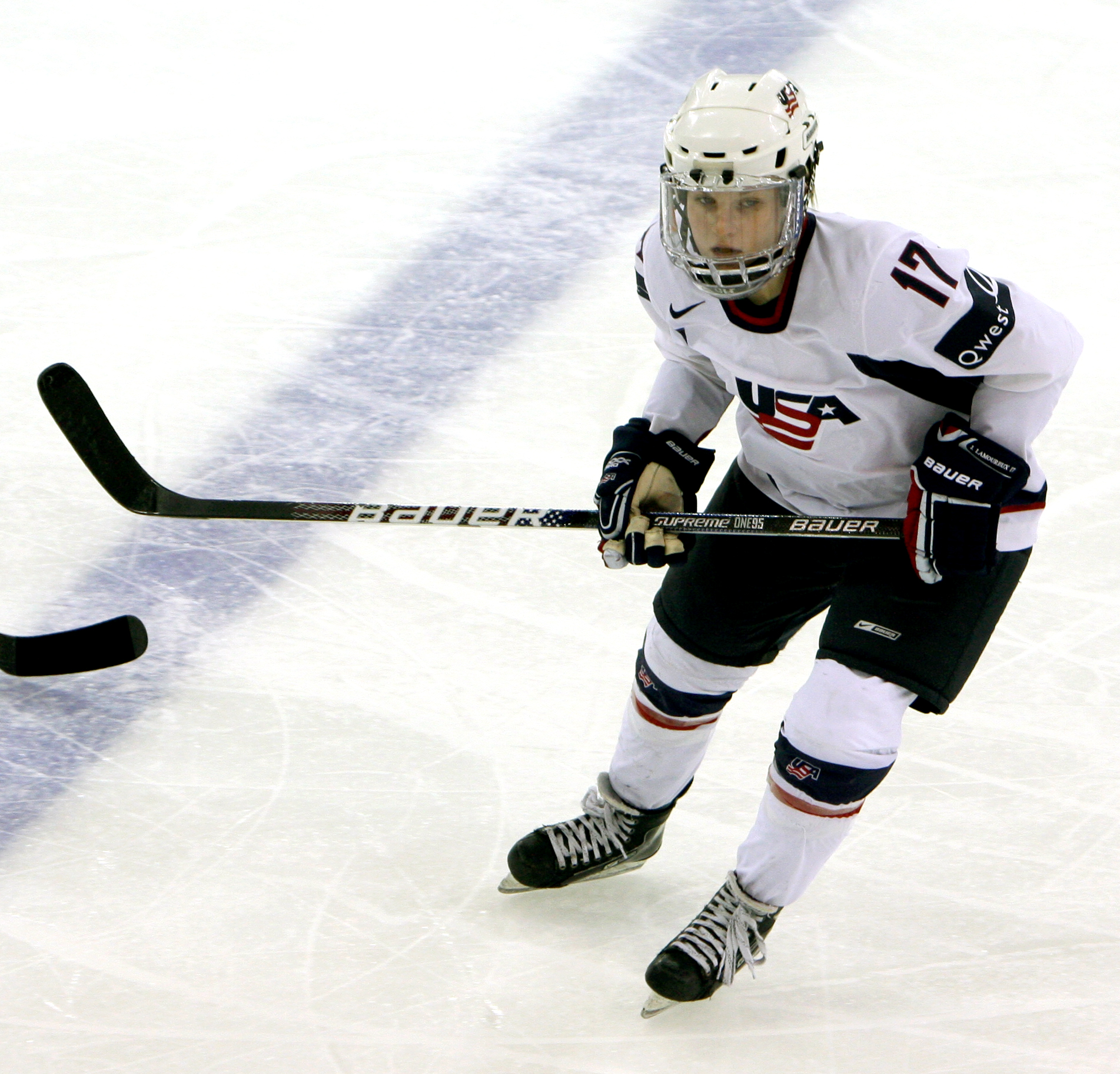
Jocelyne Lamoureux im Trikot der Nationalmannschaft (2010)

### Minnesota Golden Gophers
In ihrem ersten Jahr an der University of Minnesota war sie mit 65 Punkten zweitbeste Scorerin ihres Teams und wurde in das All-WCHA First Team and All-WCHA Rookie Team berufen. Zudem nahm sie mit den Gophers an ihrem ersten Frozen-Four-Turnier um die NCAA-Meisterschaft teil.

### North Dakota Fighting Sioux
Im Jahr 2009 wechselten Lamoureux und ihre Schwester von Minnesota an die University of North Dakota (UND). Hintergrund dieses Wechsel war die Verpflichtung von Brian Idalski als neuem Trainer an der UND, der zuvor bei USA Hockey angestellt war. Aufgrund des College-Wechsels waren die Zwillinge in der Saison 2009/10 in der NCAA nicht spielberechtigt und konzentrierten sich daher auf die Vorbereitung der Olympischen Winterspiele 2010 in Vancouver.
2011 wurde sie in das All-WCHA Second Team berufen und für den Patty Kazmaier Award nominiert. Am Ende der Saison 2011/12 war sie mit 82 Punkten Topscorerin sowohl der WCHA, als auch der gesamten NCAA.
Nach den Olympischen Spielen 2014 wurde sie an der Schulter operiert und spiele neun Monate kein Eishockey. Anschließend wurde sie  Konditionstrainerin an der UND. Außerdem absolvierte sie regelmäßig (Freundschafts-)Spiele für die Minnesota Whitecaps.

### International
Zusammen mit ihrer Zwillingsschwester nahm Jocelyne Lamoureux zwischen 2004 und 2007 viermal am Development Camp von USA Hockey teil. Im Jahr 2008 wurde sie in das U-22-Team der USA berufen und bestritt mit diesem eine Serie von Freundschaftsspielen. 2009 wurden sie und Monique das erste Mal für eine Weltmeisterschaft berufen, bei der sie mit der Frauen-Nationalmannschaft die Goldmedaille gewann. Bei ihren ersten Olympischen Winterspielen 2010 in Vancouver erzielte sie zwei Tore und vier Assists und verhalf damit ihrer Mannschaft zum Gewinn der Silbermedaille. Bei den Welttitelkämpfen 2011, die in der Schweiz ausgetragen wurden, gewann sie erneut die Goldmedaille.
Weitere Weltmeistertitel folgten bei den Weltmeisterschaften 2013, 2015, 2016 und 2017, zudem gewann sie eine weitere olympische Silbermedaille bei den Winterspielen 2014 in Sotschi. Vier Jahre später gelang schließlich der Gewinn der Goldmedaille bei den Olympischen Winterspielen 2018 in Pyeongchang, wobei Lamoureux den entscheidenden Treffer erzielte. Anschließend wurde sie ins All-Star-Team der Olympischen Winterspiele berufen.
Im Jahre 2022 wurde Lamoureux gemeinsam mit ihrer Schwester in die United States Hockey Hall of Fame aufgenommen.

## Erfolge und Auszeichnungen
- 2009 All-WCHA First Team[2]
- 2009 WCHA All-Rookie-Team
- 2011 All-WCHA Second Team
- 2012 Topscorer der WCHA und NCAA
- 2015 Aufnahme in die North Dakota Sports Hall of Fame

### International
| - 2009 Goldmedaille bei der Weltmeisterschaft - 2010 Silbermedaille bei den Olympischen Winterspielen - 2011 Goldmedaille bei der Weltmeisterschaft - 2012 Silbermedaille bei der Weltmeisterschaft - 2013 Goldmedaille bei der Weltmeisterschaft - 2014 Silbermedaille bei den Olympischen Winterspielen | - 2015 Goldmedaille bei der Weltmeisterschaft - 2016 Goldmedaille bei der Weltmeisterschaft - 2017 Goldmedaille bei der Weltmeisterschaft - 2018 Goldmedaille bei den Olympischen Winterspielen - 2018 All-Star-Team der Olympischen Winterspiele - 2022 Aufnahme in die United States Hockey Hall of Fame |

## Karrierestatistik
(Legende zur Spielerstatistik: Sp oder GP = absolvierte Spiele; T oder G = erzielte Tore; V oder A = erzielte Assists; Pkt oder Pts = erzielte Scorerpunkte; SM oder PIM = erhaltene Strafminuten; +/− = Plus/Minus-Bilanz; PP = erzielte Überzahltore; SH = erzielte Unterzahltore; GW = erzielte Siegtore; 1 Play-downs/Relegation; Kursiv: Statistik nicht vollständig)

## Familie
Jocelyne Lamoureux kommt aus einer Eishockey-begeisterten Familie. Ihr Vater Jean-Pierre war Anfang der 1980er-Jahre Torhüter der University of North Dakota (UND). Zudem hat sie vier Brüder und eine Zwillingsschwester, die alle Eishockey spielen oder spielten. Mit ihrer Zwillingsschwester Monique spielt sie seit vielen Jahren für die Nationalmannschaft der Vereinigten Staaten und gewann mit ihr zwei olympische Silbermedaillen sowie mehrere Weltmeistertitel.
Ihr Bruder Jean-Philippe spielte vier Jahre lang als Torhüter an der UND, wechselte dann als Profispieler in die Minor Leagues und ist seit 2011 in Europa (unter anderem EC VSV, Vienna Capitals) aktiv. Ihr Bruder Jacques studierte an der United States Air Force Academy und spielte für deren Eishockeyteam, wobei er für den Hobey Baker Award nominiert wurde. Pierre-Paul spielte für die University of Manitoba und gehört heute dem Trainerstab des Eishockeyteams an. Mario Lamoureux spielte in der Vergangenheit ebenfalls für die University of North Dakota, war später in der ECHL aktiv und stand zwischen Februar und April 2014 gemeinsam mit Jean-Philippe beim EC VSV auf dem Eis.
Jocelyne Lamoureux heiratete im Juni 2014 den Eishockeyspieler Brent Davidson und heißt seither Jocelyne Lamoureux-Davidson.